# تشيونغ بو تشونغ
تشيونغ بو تشونغ (بالصينية: 張寶春) (11 مايو 1971 في الصين - ) هو مدرب كرة قدم ولاعب كرة قدم صيني في مركز حراسة المرمى. شارك مع منتخب هونغ كونغ تحت 23 سنة لكرة القدم. أما مع النوادي، فقد لعب مع Sing Tao SC ‏.